# Matt Wolf (cineasta)
Matt Wolf (San José, 11 de maio de 1982) é um cineasta, documentarista e produtor estadunidense. Entre seus filmes de maior repercussão incluem Wild Combination: A Portrait of Arthur Russell [en], Teenage [en], Bayard & Me, Recorder: The Marion Stokes Project, e Spaceship Earth [en]. No ano de 2010, foi agraciado com uma bolsa Guggenheim. Os seus temas incluem a cultura juvenil, artistas, arquivos, música e história queer.

## Biografia

### Primeiros anos e formação acadêmica
Wolf nasceu em San Jose, no estado da Califórnia. Mudou-se para Nova Iorque para estudar na faculdade de cinema [en] da Universidade de Nova Iorque, cidade onde continua a residir.

### Carreira
Os filmes de Wolf foram amplamente exibidos em festivais e distribuídos internacionalmente em cinemas e na televisão. O seu primeiro documentário feito em longa-metragem, Wild Combination: A Portrait of Arthur Russell [en],  sobre o violoncelista de vanguarda e produtor de discotecas Arthur Russell [en]. O seu segunda longa-metragem, Teenage [en], é sobre o nascimento da cultura jovem, baseada num livro do autor punk britânico Jon Savage [en].
No ano de 2019, o seu documentário sobre Marion Stokes, intitulado Recorder: The Marion Stokes Project, estreou no Festival de Cinema de Tribeca de 2019. O filme foi lançado pela Zeitgeist Films [en] em associação com a Kino Lorber [en] e foi distribuído pela PBS Independent Lens.
O seu documentário de duas horas sobre a Biosfera 2, intitulado Spaceship Earth [en], estreou no Festival Sundance de Cinema de 2020 e foi lançado pela Neon em maio de 2020.
Wolf também dirige e produz para a televisão, incluindo o documentário da HBO de 2015 It's Me, Hilary [en]: The Man Who Drew Eloise, que estreou em Sundance e teve produção executiva de Lena Dunham e Jenni Konner [en].

## Filmografia

### Longas-metragens
| Ano  | Filme                                               |
| ---- | --------------------------------------------------- |
| 2008 | Wild Combination: A Portrait of Arthur Russell [en] |
| 2014 | Teenage [en]                                        |
| 2019 | Recorder: The Marion Stokes Project                 |
| 2020 | Spaceship Earth [en]                                |

### Curtas-metragens
| Ano  | Filme                                 |
| ---- | ------------------------------------- |
| 2012 | I Remember: A Film About Joe Brainard |
| 2016 | The Face of AIDS                      |
| 2017 | The Town I Live In                    |
| 2017 | Bayard & Me                           |
| 2021 | Another Hayride [en]                  |